# 전라남도의 문화유산자료
전라남도 문화재자료는 대한민국의 문화재자료 중에서 전라남도에 있는 것을 가리킨다.

## 지정목록
- 제1호 ~ 제100호
- 제101호 ~ 제200호
- 제201호 ~ 제300호